# .177 (calibre)

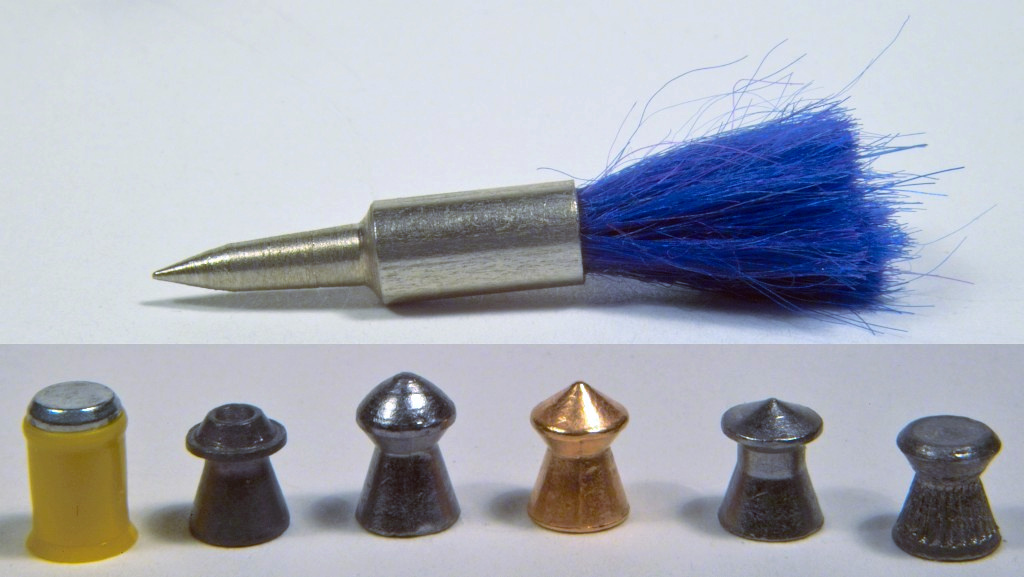
Projéteis no calibre .177. Acima um dardo e abaixo varios formatos convencionais para armas de pressão.

O calibre .177 ou 4,5 mm é o menor diâmetro de projéteis e munições de armas BB usados em armas de pressão, e é o único calibre geralmente aceito para a competições formais de tiro ao alvo. Às vezes, também é usado para caça de pequeno porte, bem como em competições de campo, onde se compete com rifles de 5 mm (calibre 0,20) e calibre 22 (5,5 mm).
Munições "BB" de aço são normalmente um pouco menores do que as "BB" de chumbo com diâmetro de .175 polegadas (4,4 mm), embora o diâmetro do cano seja o mesmo. Algumas pistolas pneumáticas são projetadas para aceitar balas .117 de chumbo ou BBs de aço .175 de forma intercambiável.

## Histórico
Por mais de 75 anos, o calibre .177 era muito usado na Europa, enquanto o calibre .22 era muito usado nos Estados Unidos. Na década de 1970, quando muitos modelos britânicos e europeus de arma começaram a ser importados para os Estados Unidos em grande número, a preferência pelo .177 veio junto e agora os EUA estão alinhados com o resto do mundo das armas de pressão.

## Relação entre calibre e trajetória
Se duas armas disparam projéteis de diferentes pesos, a arma que dispara o projétil mais leve deve dispará-lo a uma velocidade mais alta para obter a mesma energia na saída do cano. Essa é uma consideração importante em locais onde as armas de pressão são legalmente restringidas pela energia de saída do cano. Como um projétil .177 é normalmente mais leve que outro de maior calibre, com design semelhante, o .177 pode ser impulsionado mais rapidamente e, portanto, em uma trajetória mais plana, sem exceder o limite legal de energia. No entanto, como o projétil mais leve possui um coeficiente balístico mais baixo, perde sua energia inicial para resistir ao ar mais rapidamente do que um pellet mais pesado e mais lento. Portanto, um pellet mais pesado (normalmente de maior calibre) pode ser o preferido para a caça.